# Club Barcelona Atlético
El Club Barcelona Atlético és un club dominicà de futbol de la ciutat de Santo Domingo Este.
Va ser fundat el 1989 com a Bancredicard FC per Ángel González Baliño, adoptant el nom Barcelona FC el 2003 i Club Barcelona Atlético el 2015.

## Estadis
- Estadio Parque del Este (1989-07), (2015)
- Estadio Olímpico Félix Sánchez (2007-14, 2016-)

## Palmarès
- Liga Dominicana de Fútbol: [1]
  - 2016

- Liga Mayor Dominicana de Fútbol: [1]
  - 2007

- Campionat de la República Dominicana de futbol: [1]
  - 1991, 1992, 1994